# Desolazione
La Desolazione (in catalano Desconsol; in castigliano Desconsuelo) è una scultura realizzata da Josep Llimona, attualmente conservata nel museo nazionale d'arte della Catalogna. La prima versione, di gesso, è del 1903. Entrò a far parte della collezione permanente del museo grazie a una donazione di Domènec Sanllehy, allora sindaco di Barcellona, nel 1909. Una replica, situata in origine nel parco della Cittadella, venne trasferita nella sede del parlamento della Catalogna per conservarla meglio, lasciando al suo posto una copia.

## Storia
Considerato lo scultore migliore del modernismo catalano, Josep Llimona fondò con suo fratello Joan il circolo artistico di San Luca, un'entità che riunì degli artisti con delle forti convinzioni cattoliche e conservatrici, come Antoni Gaudí. Questo gruppo si opponeva alle idee rinnovatrici dei primi modernisti con delle regole molto severe come il divieto del nudo. Quando alla fine i membri del circolo modificarono questa regola, ci fu un emergere della scultura modernista, della quale la Desolazione è divenuta un'opera paradigmatica. L'anatomia perfetta del corpo femminile e, soprattutto, il suo atteggiamento melancolico e casto contribuirono a rafforzarne l'appartenenza al simbolismo.

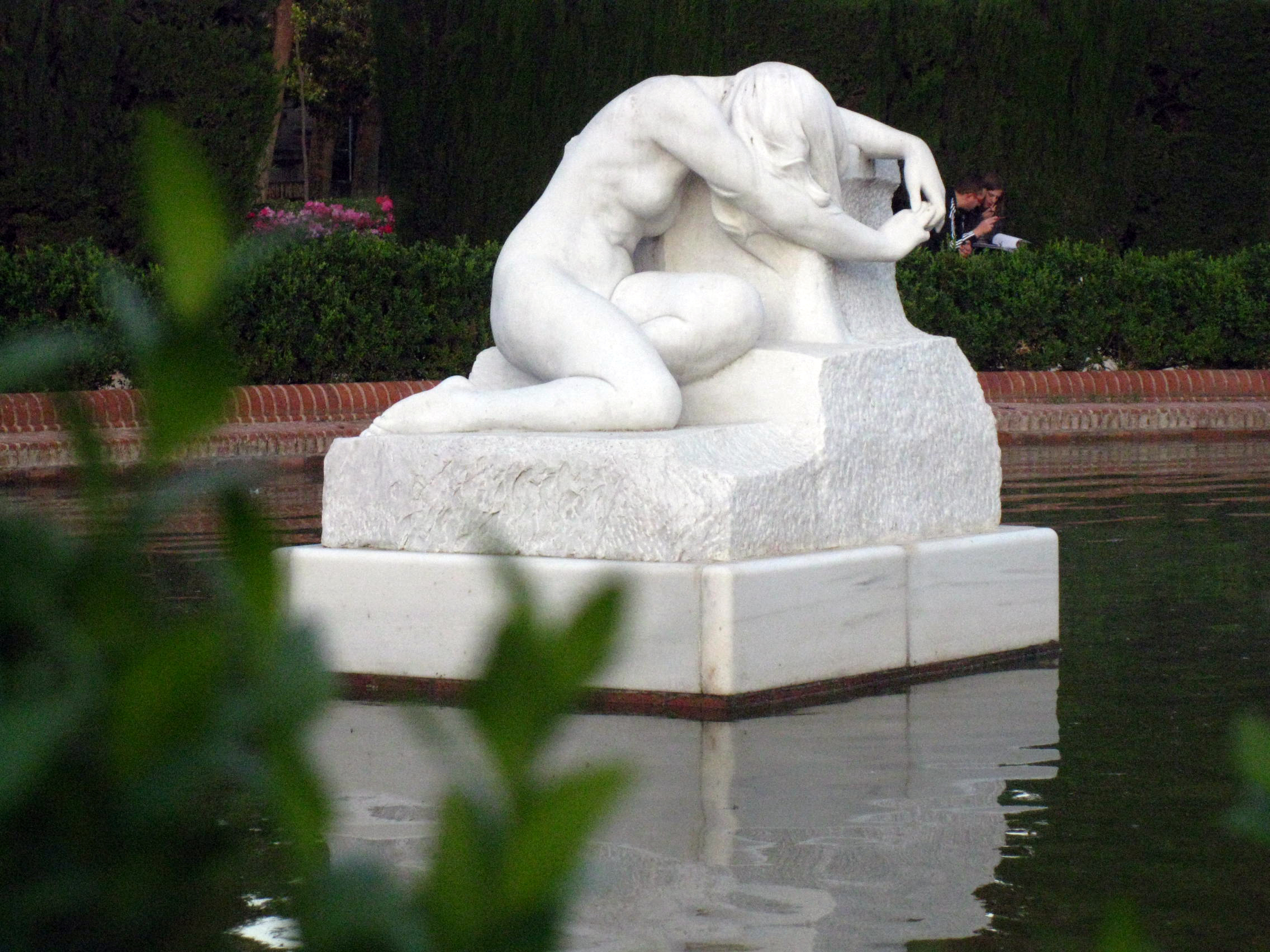
La replica nel parco della Cittadella di Barcellona.

Nel 1907 Llimona presentò la scultura all'esposizione internazionale di belle arti di Barcellona, dove gli valse il premio d'onore. L'opera venne acquistata per il museo municipale della città dal signor Sanllehy, e in seguito venne incorporata nel fondo del MNAC. Nel 1917 Llimona scolpì una replica, in marmo e di dimensioni più grandi, per lo stagno ovale del giardino che Forestier aveva progettato l'anno precedente nel parco della Cittadella, urbanizzando l'antica piazza d'armi. Danneggiata dall'inquinamento, la scultura venne sostituita nel 1984 da una copia, e l'originale si conserva all'interno del parlamento catalano. Un'altra copia venne donata nello stesso anno alla città di Boston, mentre un'altra ancora si trova al museo del Prado di Madrid.
La scultura è registrata come Bene Culturale di Interesse Locale (BCIL) nell'inventario del patrimonio culturale catalano con il codice 08019/527.

## Descrizione
La scultura ritrae una figura femminile, nuda, che si appoggia a un blocco e abbassa la propria testa, nascondendola agli occhi dell'osservatore. Questo espediente trasmette un senso di desolazione, di rassegnazione e di disperazione, e risente dell'influenza di alcune sculture dell'artista francese Auguste Rodin. L'opera si ispira alla figura (vestita) di un gruppo funerario realizzato nello stesso periodo da Llimona, El dolor y la resignación, commissionato dalla famiglia Vilanova per il cimitero di Montjuïc. La scultura è stata scolpita a partire da un unico blocco di marmo, lasciato sbozzato per la base.